# Ekstra Bladet
Ekstra Bladet är dansk kvällstidning grundad 1904. Tidningen ägs av JP/Politikens hus. Den är en oberoende socialradikal kvällstidning, sedan 1960-talet präglad av ett sensationsinriktat innehåll. 

## Historia
Tidningen började ges ut 1904 som morgontidningen Politikens Extra Blad, med anledning av rysk-japanska kriget. Tidningarna skildes åt den 1 januari 1905.
Frejlif Olsen blev chef för Ekstra Bladet och behöll denna post till sin död 1936.
1961 bytte man format från fullformat till tabloid. I samma veva lade man om inriktningen för att koncentrera sig på sensationsinriktat innehåll, gärna med sexanknytning.
1 juli 1976 introducerade man "Side 9-pigen", en fast avdelning (tidigare alltid på sidan 9) med ett foto av en helt eller delvis naken ung kvinna. Avdelningen var ursprungligen tänkt för sidan sex, vilket dock skulle konkurrerat med ett lönsamt annonsutrymme. När tidningen 2010 lanserades som en app för iPad förhindrades dock "Side 9-pigen" att medfölja appen på grund av Apples publiceringsregler för avklätt innehåll.
Sedan 1987 utkommer tidningen även på söndagar.
Tidningen är numera oberoende i inriktning, medan man tidigare var anknuten till Radikale Venstre.

### Upplageutveckling
Tidningen var som störst på 1980-talet, då upplagan låg på cirka 250 000 exemplar. Under senare år har den lösnummerförsålda dagstidningens upplaga sjunkit avsevärt. Under vecka 6 2008 låg den på 86 500 exemplar, medan upplagan 2014 var runt 50 000 exemplar.
Intäktsminskningen har åtminstone delvis kunnat jämnas ut med hjälpt av mediesajten Ekstrabladet.dk, som är den största i Danmark med sina drygt 800 000 besökare i veckan (uppgift från 2014). 2014 inleddes ett annons- och webb-TV-samarbete med svenska mediekoncernen MTG.

## Innehåll
Redaktören Hans Engell har beskrivit tidningen på följande sätt: "Ekstra Bladet er Danmarks politisk mest ukorrekte avis - stiller de spørgsmål, som andre ikke tør. Ekstra Bladet er aldrig i regering. Altid i opposition." En mycket uppmärksammad reklamkampanj hade som tema 'FIND DIG I EKSTRA BLADET eller find dig i hvad som helst'. 
Vid sidan av denna måhända välgörande hållning utmärker sig tidningen för spekulation i sensationella händelser (mer eller mindre verklighetsanknutna) och en myckenhet sexualrelaterat material. Den kan, åtminstone på de sistnämnda områdena, närmast jämföras med engelska och tyska tidningar som The Sun och Bild Zeitung. 

## Chefredaktörer/tidningschefer (urval)[2]
- Frejlif Olsen (1904–36)
- Ole Cavling
- Leif B. Hendil
- Harald Mogensen
- Flemming Hasager
- Axel Sjölin
- Victor Andreasen (1963–76)
- Sven Ove Gade (1982–2000)
- Hans Engell (–2007)
- Poul Madsen (2007–)